# Protonemura elbourzi
Protonemura elbourzi är en bäcksländeart som beskrevs av Aubert 1964. Protonemura elbourzi ingår i släktet Protonemura och familjen kryssbäcksländor. Inga underarter finns listade i Catalogue of Life.